# Leszek Weres
Leszek Weres (ur. 18 maja 1945 w Krakowie) – polski astrolog, socjolog, pisarz, wykładowca, z wykształcenia prawnik, współtwórca współczesnej polskiej astrologii. Autor i współautor wielu opracowań i książek z dziedziny astrologii. W roku akademickim 1978/79 wykładowca-stypendysta na UCLA. Współpracuje z miesięcznikiem „Nieznany Świat”.
Syn Stanisława Weresa (1911–1980, profesora Akademii Rolniczej w Poznaniu, absolwenta Politechniki Lwowskiej), brat Jerzego Weresa (ur. 1946, profesora Uniwersytetu Przyrodniczego w Poznaniu).

## Życiorys
Jeszcze w trakcie studiów zajmował się problemami więziennictwa i więźniów w zamkniętych zakładach karnych we władzach Ruchu Penitencjarnego. W 1969 roku ukończył studia na Uniwersytecie im. Adama Mickiewicza w Poznaniu na Wydziale Prawa i Administracji pod kierunkiem profesora Krzysztofa Skubiszewskiego – późniejszego szefa MSZ. Specjalizował się w dziedzinach prawa międzynarodowego. W tym samym roku został pracownikiem Instytutu Zachodniego Polskiej Akademii Nauk w Poznaniu w którym przepracował później ponad dwie dekady, specjalizując się w teorii konfliktu oraz logice kreatywnych rozwiązań sytuacji konfliktowych. W międzyczasie w 1972 wygrał konkurs i otrzymał stypendium Fulbrighta w USA. Pracował tam jako asystent prof. Alkera w bostońskim oddziale Massachusetts Institute of Technology, zajmując się matematyczną teorią gier, strategią konfliktów międzynarodowych i kulturowych. W 1973 podjął jednocześnie studia na Uniwersytecie Harvarda zgłębiając teorię i logikę sytuacji konfliktowych, koalicje, negocjacje, integracje. Później na Uniwersytecie Stanforda w Kalifornii studiował psychologię agresji i kreatywną komunikację. Lata 1974–1975 spędził w Sajgonie podczas wojny wietnamskiej, pracując dla ONZ w Międzynarodowej Komisji Kontroli i Nadzoru.
W 1977 obronił doktorat z teorii konfliktu i matematycznej teorii gier u profesora Andrzeja Kwileckiego w Instytucie Socjologii UAM.
Lata 1978–1979 spędził na stypendium Kościuszki w USA, wykładając gościnnie na Uniwersytecie Kalifornijskim w Los Angeles. W latach 1978–1985 był wiceprezydentem Międzynarodowego Towarzystwa Badań Astrologicznych w Los Angeles, wykładał i uczestniczył w Światowych Kongresach Psychotroniki, Kongresach Astrologii i Kosmobiologii, a także na Światowym Forum Symbolizmu. Do wprowadzenia stanu wojennego w Polsce działał w Wielkopolskim Stowarzyszeniu Różdżkarskim, jednej z większych organizacji tego typu w Europie.
Od 1990 roku jest dyrektorem Ośrodka Kosmobiologicznych Analiz i Prognoz w Poznaniu a od 1999 w Rąbieniu AB koło Aleksandrowa Łódzkiego.

## Publikacje
- Teoria gier w amerykańskiej nauce o stosunkach międzynarodowych. Poznań: Instytut Zachodni, 1982. ISBN 83-00-00278-2. Brak numerów stron w książce
- Mandala Życia. Astrologia – mity i rzeczywistość (wspólnie z Rafałem T. Prinke), 2 tomy.  Wydanie I:  Poznań: KAW, 1982 (ISBN 83-03-00109-4);  następne wydania:  Poznań: KAW, 1983 (ISBN 83-03-00109-4);  Poznań: Cinpo International, 1991 (ISBN 83-85294-01-5);  Łódź: Ravi, 1994 (ISBN 83-85997-11-3);  Poznań: Medix Plus, 1996 (ISBN 83-905672-1-0).
- Homo-Zodiacus. Poznań: Cinpo International, 1991. ISBN 83-85294-00-7. Brak numerów stron w książce
- Nieznany świat astrologii. Łódź: Ravi, 1994. ISBN 83-85997-10-5. Brak numerów stron w książce
- Nieznany świat astrologii i kosmobiologii. Białystok: Studio Astropsychologii, 1995. ISBN 83-900778-9-2. Brak numerów stron w książce